# Oderscheiderfeld
Oderscheiderfeld ist ein Ortsteil von Marialinden in der Stadt Overath im Rheinisch-Bergischen Kreis in Nordrhein-Westfalen, Deutschland.

## Lage und Beschreibung
Der landwirtschaftlich geprägte Ortsteil Oderscheiderfeld liegt an der Landesstraße 36, die hier Pilgerstraße heißt. Sie verläuft auf der Trasse der mittelalterlichen Höhenstraße Brüderstraße. Neben dem Sportverein TUS Marialinden, einem Blumenhof  und einem Forstbetrieb, der sich auf Weihnachtsbaumkulturen spezialisiert hat, besteht der Ortsteil vor allem aus Nadelwald und Feldern. Die nächsten Orte sind Großoderscheid und Siefen.

## Geschichte
Der Bereich um Großoderscheid, Kleinoderscheid, Oderscheiderberg und Oderscheiderfeld – nicht der Ort selbst, da er erst nach Auflösung der bergischen Honschaften entstand – war im  Mittelalter und der frühen Neuzeit Teil der Honschaft Oderscheid und gehörte zum Besitztum des Rittersitzes Vilkerath. Oderscheid zählt zu den -scheid-Namen und bezeichnet einen Höhenzug, der eine Grenze, beziehungsweise eine Wasserscheide bildet.
Oderscheiderfeld wurde verhältnismäßig spät besiedelt. Erst im Gemeindelexikon für die Provinz Rheinland von 1888 werden für Oderscheiderfeld zwei Wohnhäuser mit zehn Einwohnern angegeben. 1895 besitzt der Ort ebenfalls zwei Wohnhäuser mit zehn Einwohnern und gehörte konfessionell zum katholischen Kirchspiel Marialinden, 1905 werden zwei Wohnhäuser und acht Einwohner angegeben.
Der Ort erscheint kartografisch erstmals auf der Preußischen Neuaufnahme von 1892 und ist auf den aktualisierten Messtischblättern der Folgejahre regelmäßig als Oderscheiderfeld verzeichnet. Mit dem benachbarten Marialinden bildet es heute aufgrund der sich ausbreitenden Besiedelung des Kirchdorfs ein beinahe geschlossenes Siedlungsgebiet.

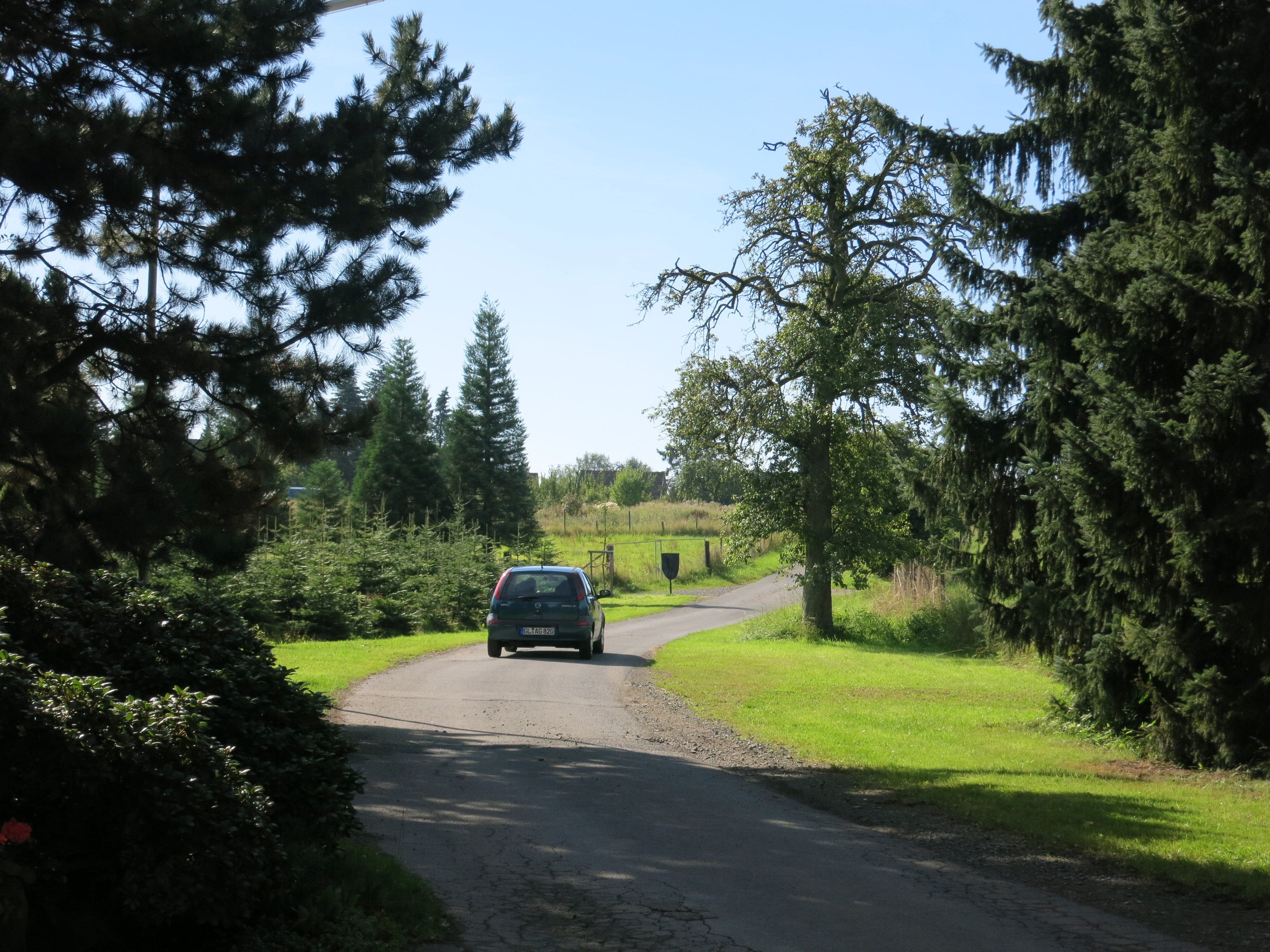
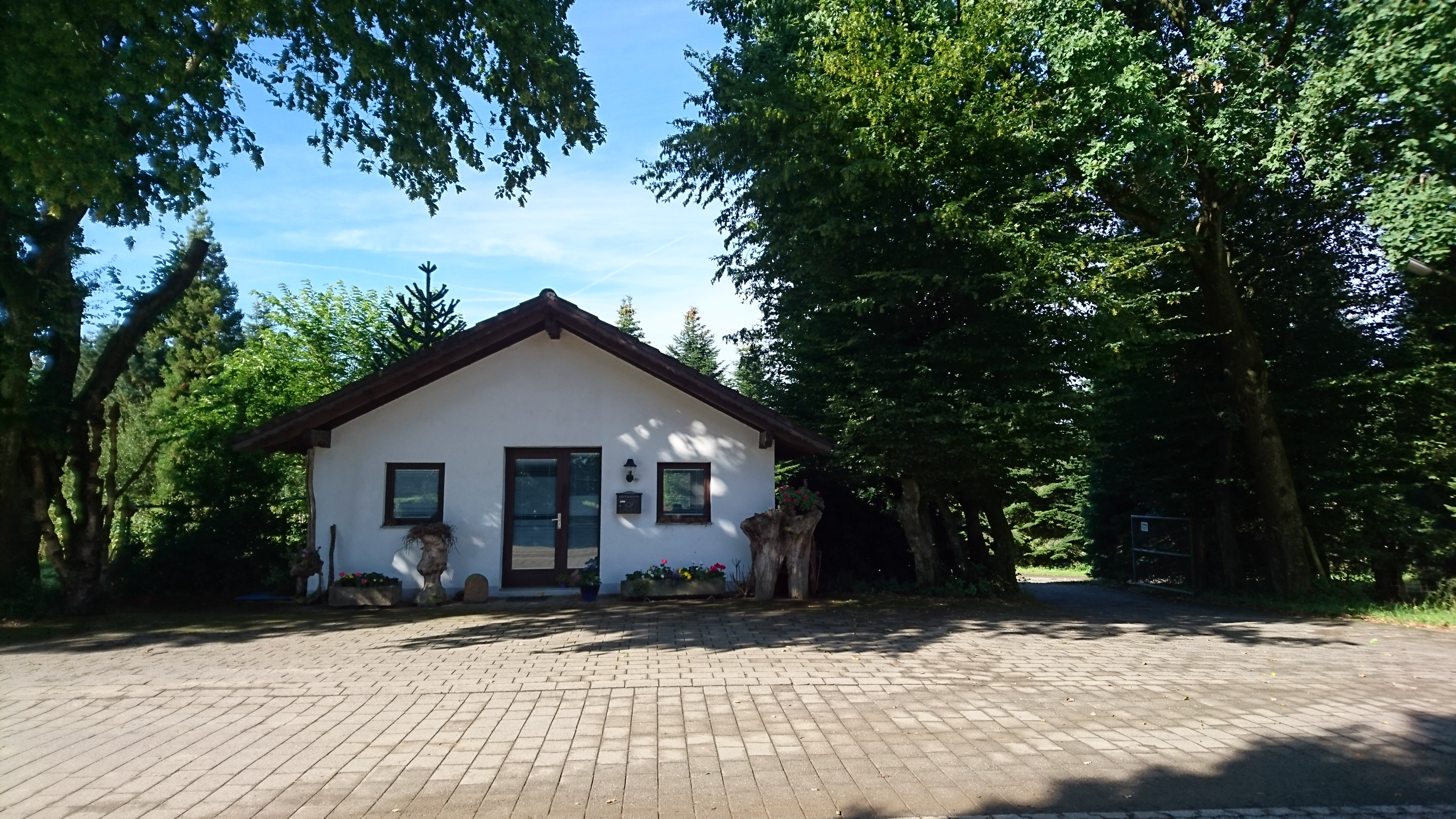
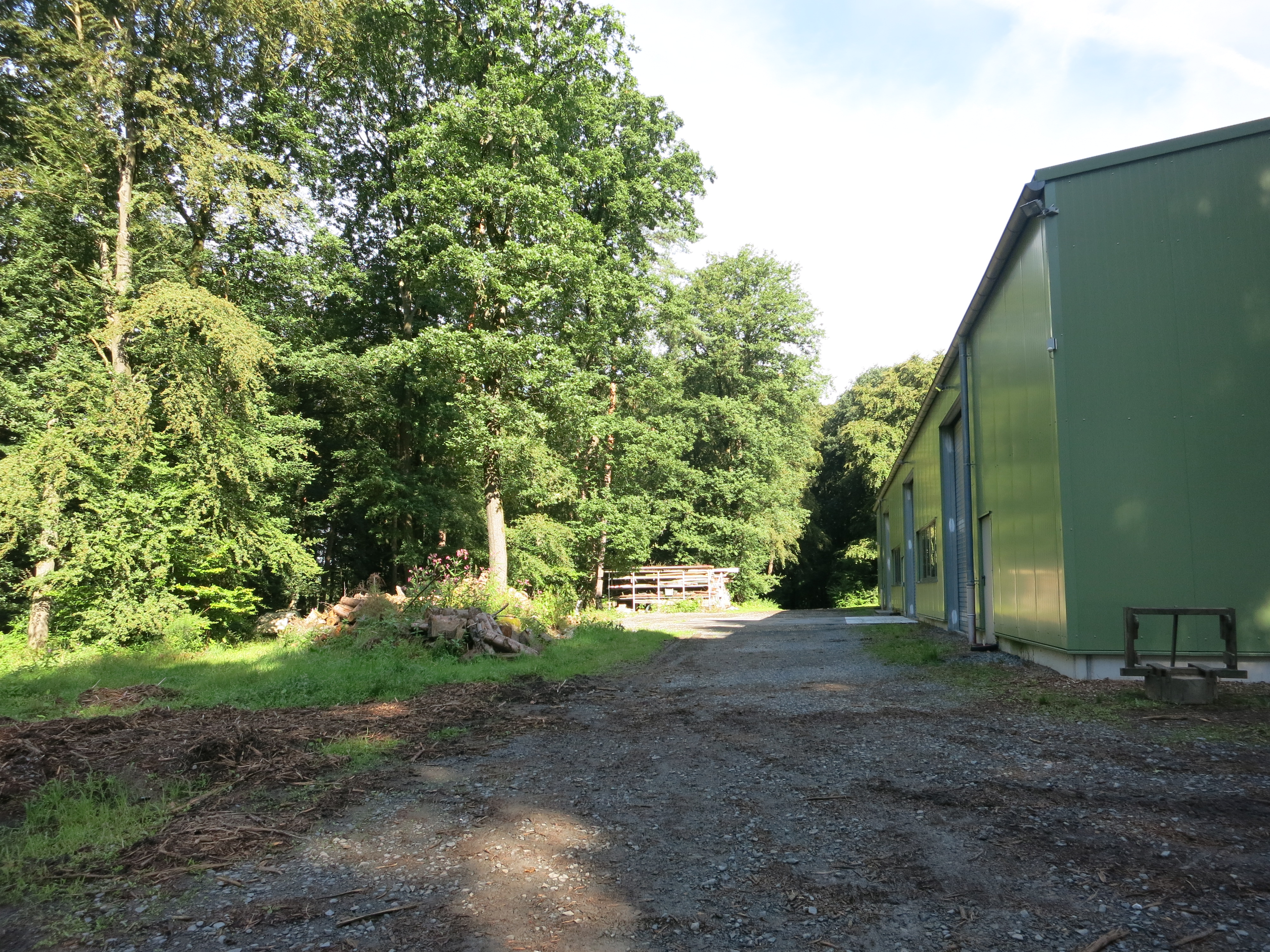
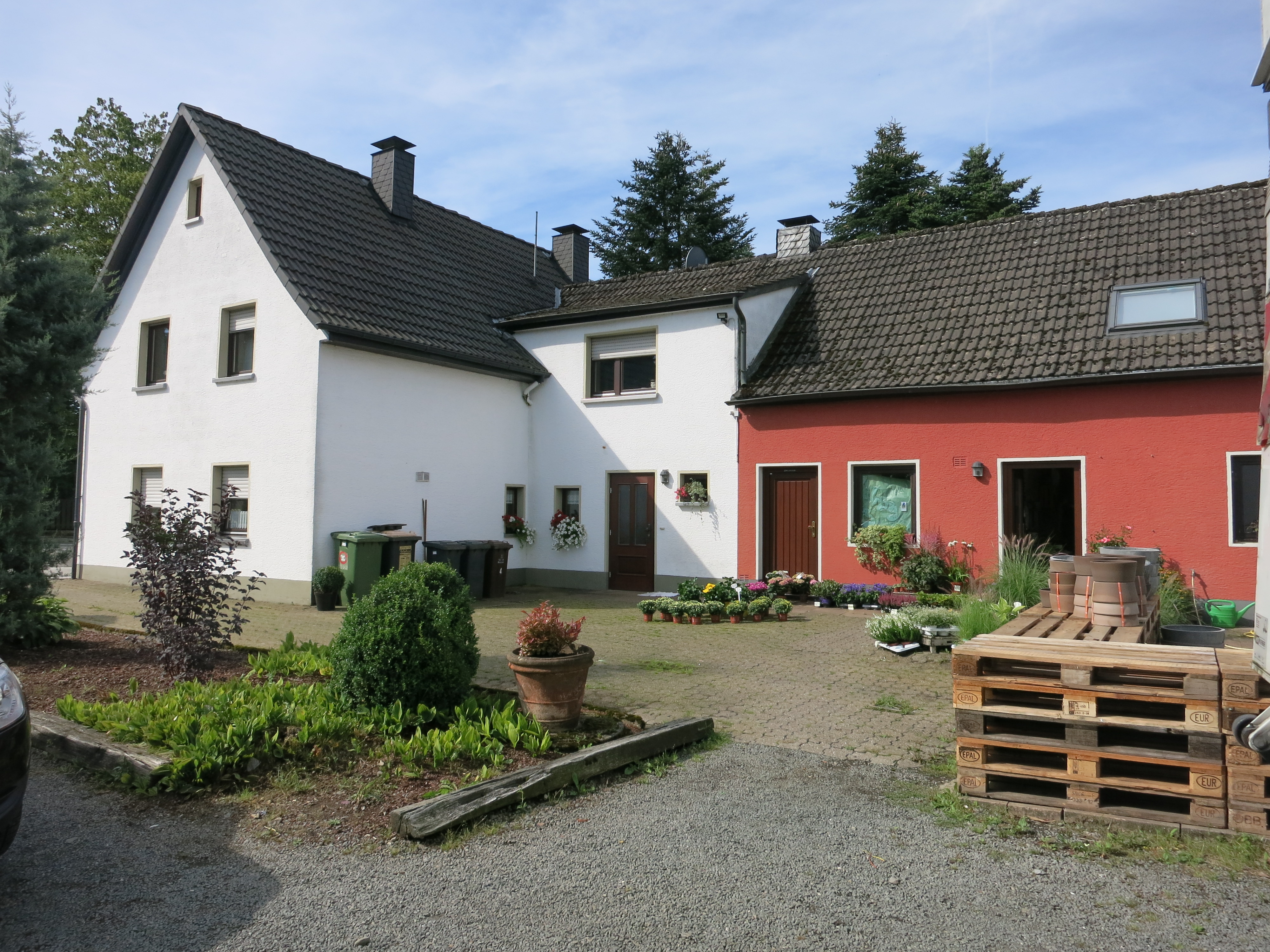